# Carolin Leonhardt
Carolin Leonhardt, född den 22 november 1984 i Mannheim, Tyskland, är en tysk kanotist.
Hon tog OS-silver i K-2 500 meter och OS-guld i K-4 500 meter i samband med de olympiska kanottävlingarna 2004 i Aten.
Hon tog OS-silver i K-4 500 meter i samband med de olympiska kanottävlingarna 2012 i London.